# Адміністрація розвитку Делі
Адміністрація розвитку Делі (англ. Delhi Development Authority, DDA) — організація уряду Делі, створена з метою «просування та забезпечення розвитку міста Делі». Організація була створена в 1955 році як міра боротьби з проблемами перенаселення, які різко загострилися у місті в результаті прибуття великого числа біженців та інших переселенців (лише з 1947 по 1951 рік населення міста зросло з 700 тис. до 1,7 млн). Сучасну назву організація отримала 30 грудня 1957 року, тоді ж вона й фактично почала працювати. Зараз організація працює над плануванням та централізованим будівництвом великих житлових районів, елементів інфраструктури, комерційних комплексів та спортивних об'єктів.